# Ligne Myōken
La ligne Myōken (妙見線, Myōken-sen) est une ligne ferroviaire de la compagnie Noseden au Japon. Elle relie la gare de Kawanishi-Noseguchi dans la préfecture de Hyōgo à celle de Myōkenguchi dans la préfecture d'Osaka.

## Histoire
La ligne ouvre le 13 avril 1913 entre Kawanishi-Noseguchi et Ichinotorii. La ligne est prolongée à Myōkenguchi le 3 novembre 1923.

## Caractéristiques

### Ligne
- longueur : 12,2 km
- écartement des voies : 1 435 mm
- vitesse maximale : 70 km/h
- nombre de voies : 
  - double voie de Kawanishi-Noseguchi à Yamashita
  - voie unique de Yamashita à Myōkenguchi

### Interconnexions
La ligne est interconnectée avec la ligne Hankyu Takarazuka à Kawanishi-Noseguchi. Quelques trains vont jusqu'à la gare d'Osaka-Umeda (services Nissei Express).
À Yamashita, certains trains continuent sur la ligne Nissei.

### Liste des gares
| Numéro | Gare                | Nom japonais | Distance (km) | Correspondances                                                               | Localisation | Localisation        |
| ------ | ------------------- | ------------ | ------------- | ----------------------------------------------------------------------------- | ------------ | ------------------- |
| NS01   | Kawanishi-Noseguchi | 川西能勢口   | 0             | Hankyu : Takarazuka (interconnexion) JR West : Takarazuka (à Kawanishi-Ikeda) | Kawanishi    | Préfecture de Hyōgo |
| NS02   | Kinunobebashi       | 絹延橋       | 1,2           |                                                                               | Kawanishi    | Préfecture de Hyōgo |
| NS03   | Takiyama            | 滝山         | 2,1           |                                                                               | Kawanishi    | Préfecture de Hyōgo |
| NS04   | Uguisunomori        | 鶯の森       | 2,7           |                                                                               | Kawanishi    | Préfecture de Hyōgo |
| NS05   | Tsuzumigataki       | 鼓滝         | 3,5           |                                                                               | Kawanishi    | Préfecture de Hyōgo |
| NS06   | Tada                | 多田         | 4,2           |                                                                               | Kawanishi    | Préfecture de Hyōgo |
| NS07   | Hirano              | 平野         | 5,2           |                                                                               | Kawanishi    | Préfecture de Hyōgo |
| NS08   | Ichinotorii         | 一の鳥居     | 6,4           |                                                                               | Kawanishi    | Préfecture de Hyōgo |
| NS09   | Uneno               | 畦野         | 7,1           |                                                                               | Kawanishi    | Préfecture de Hyōgo |
| NS10   | Yamashita           | 山下         | 8,2           | Noseden : Nissei (interconnexion)                                             | Kawanishi    | Préfecture de Hyōgo |
| NS11   | Sasabe              | 笹部         | 8,6           |                                                                               | Kawanishi    | Préfecture de Hyōgo |
| NS12   | Kōfūdai (ja)        | 光風台       | 10,3          |                                                                               | Toyono       | Préfecture d'Osaka  |
| NS13   | Tokiwadai           | ときわ台     | 11,2          |                                                                               | Toyono       | Préfecture d'Osaka  |
| NS14   | Myōkenguchi         | 妙見口       | 12,2          |                                                                               | Toyono       | Préfecture d'Osaka  |